# Mesembroniscus longisquamosus
Mesembroniscus longisquamosus è un pesce osseo estinto, forse appartenente agli pticolepiformi. Visse nel Triassico medio (circa 240 milioni di anni fa) e i suoi resti fossili sono stati ritrovati in Australia.

## Descrizione
Questo animale era di piccole dimensioni e solitamente non raggiungeva i 10 centimetri di lunghezza. Possedeva un corpo slanciato e affusolato.La testa era allungata e caratterizzata da un muso arrotondato. La pinna dorsale era appuntita e di forma triangolare, situata appena dopo la metà del corpo. La pinna anale era più arretrata e di dimensioni minori. La pinna caudale era eterocerca, con un lungo lobo superiore. Le scaglie erano piccole e rettangolari.

## Classificazione
Mesembroniscus è un pesce attinotterigio di incerta classificazione, solitamente considerato un "paleonisciforme"; il gruppo è stato però sottoposto a revisioni e attualmente è considerato parafiletico. Mesembroniscus, in ogni caso, è stato avvicinato al genere Acrolepis e, più di recente, agli pticolepiformi. 
Mesembroniscus longisquamosus venne descritto per la prima volta da Wade nel 1935 sulla base di resti fossili ritrovati nella zona di Brookvale, in Nuovo Galles del Sud in Australia.